# ليونيد توبتونوف
ليونيد فيدوروفيتش توبتونوف (بالأوكرانية: Леонід Федорович Топтунов ) كان مهندسًا سوفيتيًا كان كبير مهندسي التحكم في المفاعلات في مفاعل محطة تشيرنوبيل للطاقة النووية 4 في ليلة كارثة تشيرنوبيل ، 26 أبريل 1986م .

## سيرة شخصية
ولد ليونيد توبتونوف في 16 أغسطس 1960م في ميكولايفكا ، بورن رايون ، سومي أوبلاست.
في عام 1983م تخرج من معهد موسكو لهندسة الطاقة بدرجة تخصصية في الهندسة النووية.
في مارس 1983م ، بدأ توبتونوف حياته المهنية في محطة تشيرنوبيل للطاقة النووية. عمل كمهندس تحكم في الوحدات وكبير مهندسي التحكم في محطة المفاعل.
في ليلة 26 أبريل 1986م ، كان ليونيد توبتونوف يعمل في غرفة التحكم في لوحة التحكم في المفاعل ، مع ألكسندر أكيموف. خلال الحادث ، تعرض لجرعة إشعاعية 700 ريم.
توفي من التسمم الإشعاعي الحاد في 14 مايو 1986م ودفن في مقبرة ميتينسكو في موسكو.

## في الإعلام
في عام 2008م ، حصل ليونيد بعد وفاته على وسام الشجاعة من الدرجة الثالثة من قبل فيكتور يوشينكو ، رئيس أوكرانيا آنذاك.
قام بتصوير شخصيته الممثل فولوديا ستيبانينكو في مسلسل Zero Hour TV لعام 2004. و مايكل كولجان في إنتاج بي بي سي 2006 Surviving Disaster Chernobyl Nuclear Disaster وروبرت إيمز في مسلسل HBO 2019 تشيرنوبيل.